# Missouri fox trotter

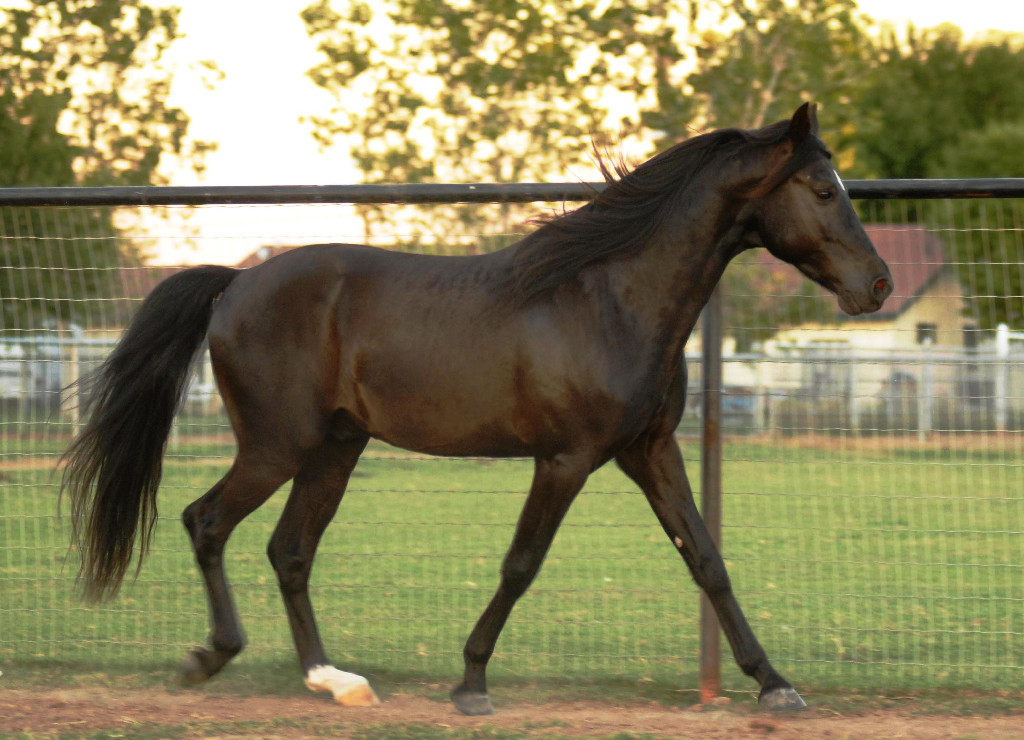
Missouri fox trotter

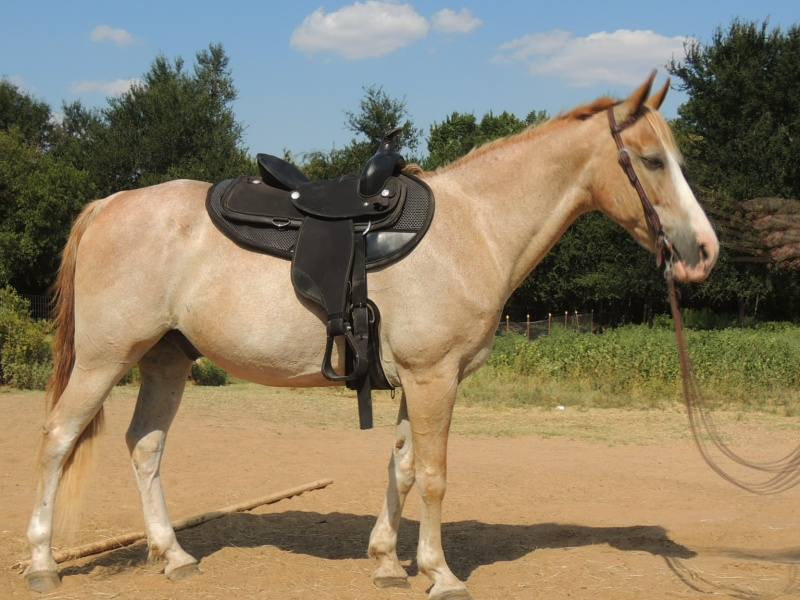
Missouri fox trotter met westernzadel

De Missouri fox trotter is een paardenras uit de staat Missouri in de Verenigde Staten. Het werd in het begin van de 19e eeuw ontwikkeld door kolonisten in het Ozark-gebergte. Al snel ontstond een ras dat goed voldeed voor het fokken van muildieren, het had een groot uithoudingsvermogen en mooie gangen. Het paard laat meerdere bijzondere gangen zien waaronder de "foxtrot" (vossendraf), een tweetakt gang waarbij het paard met de achterbenen in draf gaat en met de voorbenen in stap. Het stamboek is begonnen in 1948 en in 2012 waren er meer dan 100.000 paarden geregistreerd. Een Europees stamboek werd begonnen in 1992 en in 2009 werden hier ongeveer 600 Missouri fox trotters ingeschreven. In 2006 werd er in de Verenigde Staten een kleiner stamboek begonnen voor het oudere, originele type. De Fox Trotter is een middelmatig gespierd paard dat vooral voor trektochten en boerderijwerk gebruikt wordt.

## Raskenmerken
De Missouri fox trotter is tussen de 142 en 163 cm hoog en weegt tussen de 410 en 540 kg. In het begin van 2004 werd er door de Missouri Fox Trotting Horse Breed Association een apart stamboek bijgehouden voor Fox Trotting Pony's. Deze zijn ongeveer tussen de 112 en 142 cm hoog. Fox Trotters mogen in elke effen kleur voorkomen of pinto. Witte hoofd- en beenaftekeningen komen veel voor. Het hoofdprofiel is recht en het paard heeft een middellange nek die eindigt in een duidelijke schoft. Het ras is gespierd, met mooie schouders, een korte achterhand en taaie benen.
De Missouri fox trotter laat een gang zien genaamd de "foxtrot", die de plaats van de draf inneemt die men bij andere rassen ziet. De foxtrot is een tweetakt beweging, het lijkt erop alsof de voorbenen stappen en de achterbenen draven. Dit geeft een fijne, zekere draf. In een foxtrot, moet het dier minstens één voet op de grond houden en een slepende beweging laten zien met de achterbenen. De fox trot is qua snelheid tussen stap en een drafje. Gewone gangen zijn viertakten, de foxtrot is een tweetakt. De extra vastheid wat betreft de voeten geeft een fijnere zitting in de draf omdat het dier altijd een voet op de grond heeft. Dit haalt het "hupje" bij de gewone draf weg. Voordeel van deze gang is doordat het niet heel snel gaat hij meer energie bespaard. Meer dan 30 paardenrassen kunnen zowel viertakten als tweetakten laten zien. Een Missouri fox trotter kan, met berijder, een snelheid bereiken van 8.0 tot 12.9 km/h wanneer hij de foxtrot uitvoert en kan korte afstanden afleggen met zelfs 16.6 km/h. In vergelijking, bij een gewone draf worden er snelheden van 9.7 tot 12.9 km/h behaald.

## Geschiedenis
De Missouri fox trotter werd ontwikkeld door de kolonisten uit Tennessee, Virginia en Kentucky. Rassen die de Missouri fox trotter hebben beïnvloed zijn onder andere de Arabier, de Morgan, de American Saddlebred, de Tennessee walking horse en de Amerikaanse draver. In 1821 waren deze paarden bekend om hun unieke gang, welke erg handig was op het ruwe terrein van het Ozark gebergte. Het ras werd populair onder herders door hun fijne gangen en omdat ze goed met vee konden omgaan. In 1948 werd de Missouri Fox Trotting Horse Breed Association (MFTHBA) opgericht, samen met een open stamboek die alle paarden met de foxtrotgang en andere fysieke kenmerken registreerde. De eerste Fox Trotters kwamen in 1950 naar Europa, toen de koningin van Engeland een paar palomino paarden importeerde.
In 1982 werd het stamboek gesloten en mochten alleen paarden met geregistreerde ouders ingeschreven worden. De Missouri fox trotter werd in 2002 het officiële paard van Missouri. Missouri fox trotters zie je door heel de Verenigde Staten, maar ook in Canada en diverse Europese landen. In 2012 had de MFTHBA ongeveer 97.000 paarden geregistreerd en telde het 8000 leden.
In 1992, stelde de MFTHBA een Europese fokvereniging aan, de European Missouri Fox Trotting Horse Association (EMFTHA), dus een zusje van de MFTHBA. Het eerste Europese kampioenschap vond plaats in 1996 en in 2010 begonnen de EMFTHA en de Vrije Universiteit van Berlijn een samenwerking om een Europees stamboek te openen voor dit ras. In 2009 werden er ongeveer 600 Missouri fox trotters aangemeld, waarvan er ongeveer 350 woonachtig zijn in Duitsland.
In 2006 werd er een nieuwe registratie gestart, de Foundation Foxtrotter Heritage Association (FFHA). Hun doel was het behouden en promoten van het originele type van de Fox Trotter, daarmee doelden ze op het paard dat in de eerste 20 jaar van de MFTHBA-registratie werd gezien. Door minder nieuw bloed aan de lijnen toe te voegen, hopen zij het "oude" type ras te kunnen bewaren.

## Gebruik
De Missouri fox trotters worden gebruikt bij trektochten. De ruiters waarderen het speciale drafje, het uithoudingsvermogen en de kracht als lastdieren. Ze worden ook gebruikt voor het rijden met gehandicapten, omdat hun gangen prettig zijn voor mensen met een beperking. Kruisingen van Fox Trotter-merries en ezelhengsten worden gebruikt om een muildier te ontwikkelen met de bijzondere foxtrotgang. Deze worden vooral in de westelijke staten gebruikt door trektocht-ruiters en jagers. Ook boswachters gebruiken de fox trotters vanwege hun snelheid, hun uithoudingsvermogen en de speciale gangen.